# Nossa Senhora das Dores
Nossa Senhora das Dores là một đô thị thuộc bang Sergipe, Brasil. Đô thị này có diện tích 482,6 km², dân số năm 2007 là 23815 người, mật độ 49,35 người/km².